# 寺村盛久
寺村 盛久（てらむら もりひさ）は戦国・安土桃山時代にかけての武将である。通称の半左衛門（はんざえもん）で記述されることが多い。近江国の寺村氏の一族。天正年間には寺村城に居城した。
織田信長の娘婿である蒲生氏郷に仕え、元亀元年4月に越前攻め、天正18年に韮山城攻めなどに参加。
『武辺咄聞書』では、「氏郷方にも先手の兵気遣に存、蒲生源左衛門、寺村半左衛門、小倉孫作以下弐千計にて心懸罷有候」（訳：氏郷方も敵陣の兵気が張るのを感じ、蒲生源左衛門、寺村半左衛門、小倉孫作以下二千の兵は夜討を警戒した）と記述がある。